# Melón de Tebas
Melón de Tebas (en griego Μελων) fue uno de los más destacados líderes durante el período de hegemonía de Tebas del siglo IV a. C. Dirigió al grupo de exiliados tebanos que, tras el golpe del 382 a. C., se enfrentaron a Esparta para recuperar la independencia de su ciudad.

## Historia
Tras la guerra del Peloponeso, la ciudad de Tebas estaba dividida en dos facciones. Una, antilaconia, enfrentada al poder de Esparta, la conformaban Ismenias y Androclidas. La filolaconia contaba entre sus filas con Leontíades y Arquias. En el verano del 382 a. C., con la ayuda del espartano Fébidas y de un ejército peloponesio que estaba de paso en Tebas camino de Olinto, los filolaconios tebanos liderados por Leontíades se hicieron totalmente con el poder y los lacedemonios establecieron una guarnición en la acrópolis de Tebas, denominada Cadmea. Sabemos, gracias a Plutarco, que Leontíades sometió la ciudad a los espartanos y que ejercía su poder por la violencia, apresando y ejecutando a quienes le hacían frente.
Melón, integrante de una de las más importantes familias de la aristocracia, estuvo al frente de uno de los grupos de exiliados tebanos. Se refugiaron en Atenas en el 382 a. C. Llegó al cargo de beotarca y fue, junto a Epaminondas, Górgidas y Pelópidas, uno de los artífices de la máxima, aunque breve, época de esplendor tebano, en la que Tebas llegó a derrotar a Esparta en la Batalla de Leuctra (371 a.  C.), consiguiendo reinstaurar la democracia en Beocia.